# Nocturns op. 48 (Chopin)

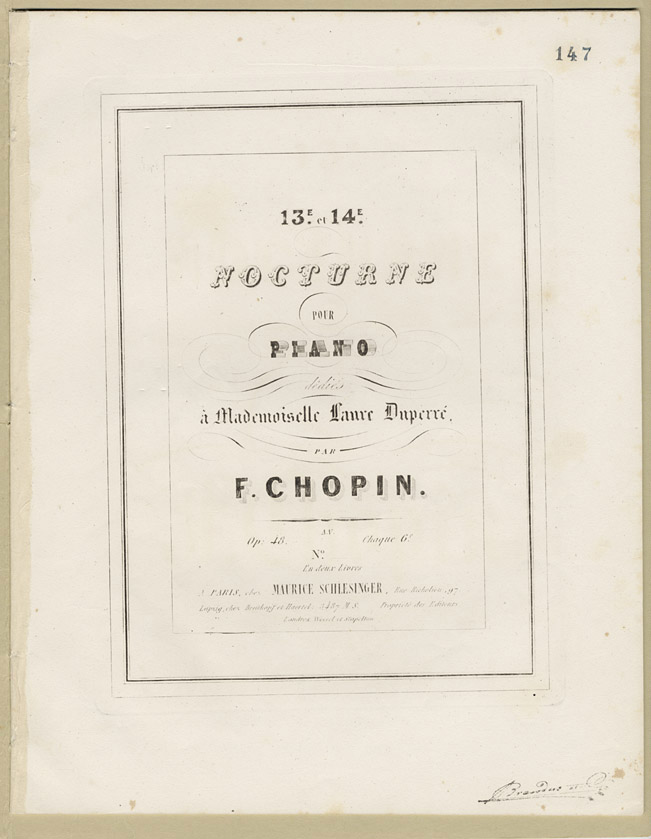
Portada dels Nocturns op. 48 de l'edició Schlesinger de 1841.

Els Nocturns op. 48 són un conjunt de dues obres compostes per Frédéric Chopin el 1841, i publicades l'any següent, el 1842. Aquests dos nocturns estan dedicats a Mlle. Laure Duperré. Posteriorment, Chopin va vendre els drets d'autor d'aquests nocturns per 2.000 francs, conjuntament amb altres peces.
Gustav Barth comenta que els nocturns de Chopin mostren signes clars de "progrés" en comparació amb els nocturns de John Field, tot i que les millores són fonamentalment només en la tècnica. No obstant això, David Dubal sent que les peces serien "més encertadament descrites com a balades en miniatura."

## Nocturn op. 48, núm. 1

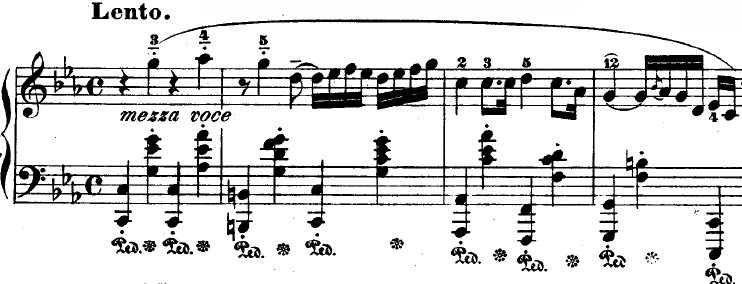
Inici del Nocturn op. 48, núm. 1.

El Nocturn en do menor, op. 48, núm. 1, inicialment té la indicació de Lento i està en compàs 4/4. Més endavant es transforma en Poco più lento (compàs 25) i entra en la secció central, que és un coral. Després, s'anima en el compàs 49 –oppio movimento agitat–. La peça, en total, té 77 compassos. L'estructura de l'obra és la forma ternària: ABA'.
El Nocturn en do menor ha estat classificat com una de les obres de Chopin amb un impacte emocional més gran. Theodor Kullak va dir de la peça que el disseny i els continguts poètics d'aquest nocturn el converteixen en el més important que Chopin va crear; considera que el tema principal és l'expressió magistral d'un gran dolor. Gen Kleczynski Jr., descriu aquest nocturn com a ampli i d'imponent amb el seu poderós moviment central, una anar més enllà dins l'estil nocturn. Alguns crítics musicals, incloent Charles Willeby i Frederick Niecks, no creuen que l'obra mereixi la fama que té; i encara que James Huneker està d'acord amb aquesta avaluació, observa que el nocturn segueix sent el més noble de tots. James Friskin troba que la seva música posseeix l'efecte instrumental més imponent de tots els nocturns i descriu com a "gairebé lisztianes" el tractament del crescendo i les octaves.
Jim Samson assenyala que el nocturn és més intens, no a través de l'ornamentació sinó a d'una nova textura de fons. Kleczytheński comenta que la secció central és la història d'una pena molt gran explicada a través d'un recitatiu agitat i "arpes celestials venen a portar un raig d'esperança, però és impotent en el seu esforç per calmar l'ànima ferida, que ... envia al cel un crit d'angoixa encara més profunda." El final, d'acord amb Samsó, és la naturalesa d'un elaborada cadència femenina, articulant el final rítmic d'un grup amfíbrac.

## Nocturn op. 48, núm. 2

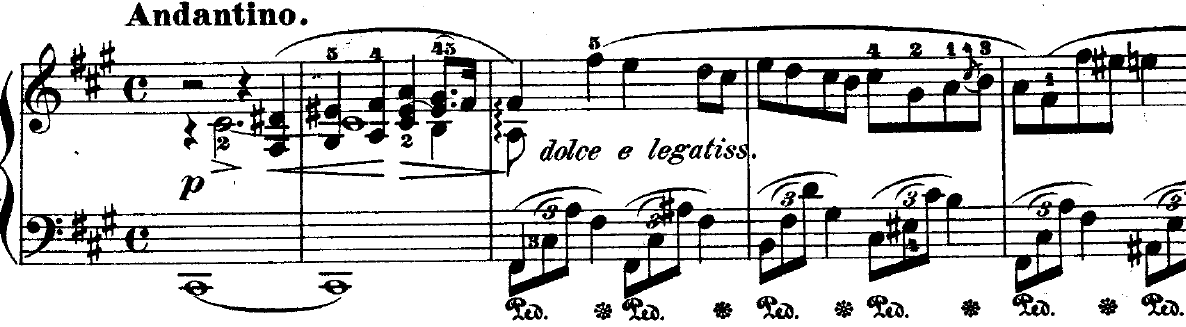
Inici del Nocturn op. 48, núm. 2.

El Nocturn en fa sostingut menor, op. 48, núm. 2 té la indicació inicial d'Andantino i compàs 4/4. Es transforma en Più lento en el compàs 57 i torna al tempo original en el 101. L'obra té un total de 137 compassos. Dins del conjunt, la secció central, Più lento, és completament diferent; modula de manera alternativa entre el mode menor i el major, i incrementa el tempo. Niecks comenta que la secció central és molt més delicada i tranquil·la, amb progressions d'acords simples. Chopin va assenyalar que la secció central era com un recitatiu i s'ha d'interpretar com si "manés un tirà, i l'altre demanés misericòrdia." La recapitulació és interrompuda per la coda i conclou en la tònica principal.